# 索皮特 (科罗拉多州)
索皮特（英語：Sawpit），是美国科罗拉多州圣米格尔县下属的一座城市。建市于1905年3月10日，面积大约为0.031平方英里（0.08平方公里）。根据2010年美国人口普查，该市有人口40人。2011年估计该市有人口40人，相比2010年人口增长率为0.00%。同时，论人口该市是科罗拉多州第268大城市。